# Vrije val (attractie)

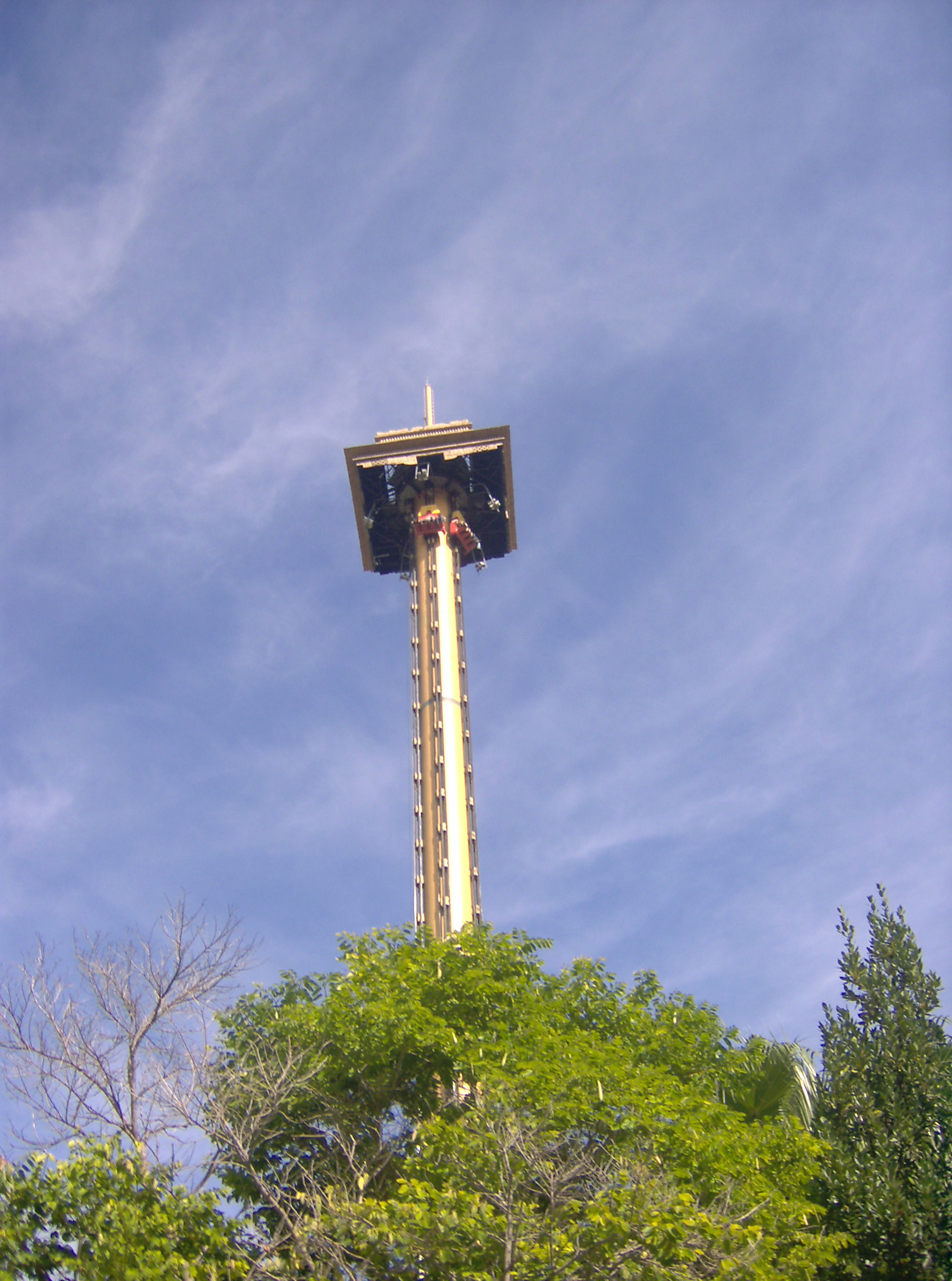
Hurakan Condor, een vrijevaltoren van 96 meter hoog

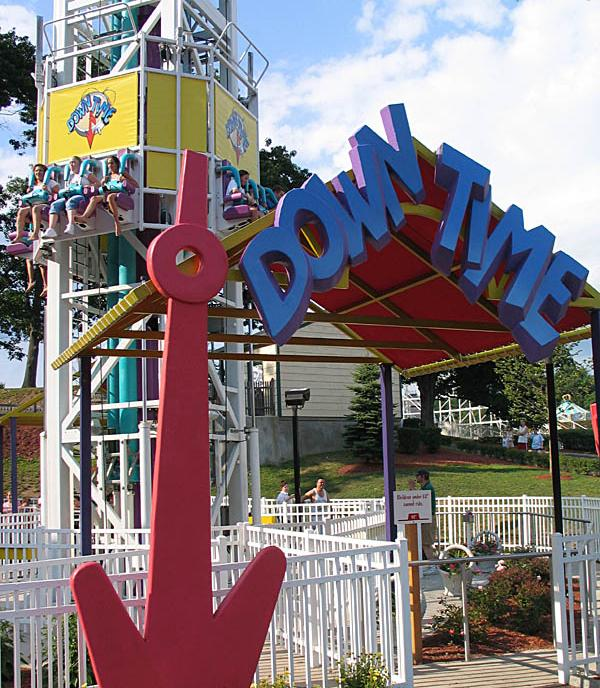
Een Turbo Drop

Een vrije val of valtoren (Engels: drop tower, big drop) is een type attractie op kermissen en in pretparken in de vorm van een toren met vaak een vierkant grondvlak. Het laat mensen op hoge snelheid op en neer gaan. Dit attractietype wordt aangemerkt als thrill ride (spannende attractie).

## Versies
In de meest gangbare vorm neemt men plaats in een bakje dat aan de toren bevestigd is. Dit bakje wordt vervolgens rustig omhoog getakeld. Eenmaal boven blijft het bakje hangen, waarna het in een vrije val naar beneden stort. Tijdens het laatste deel van de val wordt het bakje afgeremd door een wervelstroomrem. Dit type rem wordt gebruikt omdat er geen bewegende delen in zitten, hij slijtagevrij is en vrijwel niet kan falen. Een dergelijk type vrije val staat meestal op kermissen.
In pretparken zijn de vrijevaltorens dikwijls meer aangekleed, en zijn er tevens verschillende variaties op de standaardrit te vinden. Zo kan het gebeuren dat in sommige torens het karretje niet eerst rustig omhoog gaat, maar dat de kar omhoog wordt geschoten om vervolgens een aantal keer een stuiterende beweging te maken. Deze attractie wordt in zo'n geval dan geen echte vrije val genoemd, maar een dropshot of Shot 'n Drop. Een andere variatie is dat de vierkante toren is vervangen door een ronde toren, wat het mogelijk maakt om het bakje te laten roteren als het naar beneden of boven zoeft.
In sommige versies van de vrije val is de gehele toren niet eens meer te zien, maar is deze verwerkt in bijvoorbeeld een kasteel of flatgebouw. Dit laatste is gedaan in de attracties The Twilight Zone Tower of Terror in onder andere Walt Disney Studios Park, en Mystery Castle in Phantasialand.

### Space Shot
Een Space Shot is een type vrije val ontworpen door S&S Power. De attractie werkt voornamelijk op lucht, een specialisatie van S&S Power.
De eerste Space Shot ooit gebouwd staat in het park Worlds of Fun in Kansas City (Missouri) onder de naam Detonator.
Het systeem bestaat uit een rechthoekige toren. Rond deze toren wordt aan elk zijvlak een reeks zitjes gemonteerd. Deze hangen altijd aan de buitenkant van de toren. De zitjes hebben een 'over-de-schouderbeugelsysteem'. Binnenin de toren is een soort van pijpsysteem. Aan dit systeem is een kabel gemonteerd over de top van de toren. Aan de ene kant van deze kabel hangt het platform met de zitjes van de passagiers. Aan de andere kant hangt een tegengewicht.
Bij het betreden van de attractie is het platform met zitjes beneden en het tegengewicht bevindt zich boven. In het begin van de attractie gaat het platform met zitjes traag ongeveer een meter omhoog. Hier blijft de attractie hangen. De attractie berekent nu hoeveel 'lucht' er gebruikt moet worden om het platform tot net aan de top te krijgen. Als dit berekend is, gaat het platform eveneens traag een klein stukje terug naar beneden en hierna komt de lucht vrij die nodig is om het tegengewicht naar beneden te drukken zodat de passagiers snel omhoog gelanceerd worden. Als het gewicht naar beneden gaat, gaan de passagiers dankzij de kabel de lucht in. Na boven geweest te zijn gaat het platform met inzittenden terug naar beneden. De bezoekers zijn hierbij gewichtloos. Er komt lucht vrij, waardoor het contragewicht terug stijgt. Dit gebeurt in verschillende keren waardoor de bezoekers meerdere malen op en neer gaan. Dit sprong-effect wordt elke keer kleiner. Dit is vergelijkbaar met een stuiterende bal. Uiteindelijk bereiken de bezoekers terug het instapplatform.
Bij de attracties zijn er bovenaan ook remmen. Deze dienen voor een mogelijke kleine foute berekening van het luchtcompressiesysteem. De remmen worden normaal gezien niet geraakt, alleen als het platform met inzittenden mogelijk te ver omhoog gaat.

#### Statistieken
- Gemiddelde snelheid: 64 km/u (afhankelijk van het model)
- Maximaal aantal rijders: 12-16 (afhankelijk van het model)
- Minimumgewicht passagiers: 272 kg
- Maximumgewicht passagiers: 1090 kg
- Minimumlengte passagiers: 1,40 meter (afhankelijk van het model)
- Ritduur: 50 seconden (afhankelijk van het model)
- Hoogte attractie: vanaf 28 meter tot hoger dan 92 meter
- Breedte attractie: 2,30 meter
- Gewicht van lege attractie: 54.480 kg

### Turbo Drop
Een Turbo Drop is een type vrije val ontworpen door S&S Power. De hoogste Turbo Drop is Supreme Scream in het park Knott's Berry Farm in Buena Park (Californië) (vrije val van 77 m). In Europa zijn er 3 Turbo Drops, welke te vinden zijn in Zweden, Italië en Denemarken.
De rit is een verticale val via een rechthoekige toren, van redelijke hoogte. De attractie werkt op luchtcompressie. Rond de 'paal' is er een platform met zitjes. Elke attractie telt één platform, met 12 tot 16 zitjes. In tegenstelling tot de Space Shot gaat deze attractie traag naar boven. Tijdens het naar boven gaan, berekent de attractie hoeveel lucht er moet vrijkomen om een tegengewicht omlaag te laten gaan, traag. Dit tegengewicht is bevestigd aan een kabel die over de top van de attractie gaat en dan weer verbonden is met het platform met inzittenden.
Eens boven aangekomen houdt de attractie de passagiers enkele seconden in een stilstaande fase. Hierna vallen de bezoekers met hoge snelheid naar beneden, ze ervaren negatieve G-krachten en dus gewichtloosheid. Vlak voordat de bezoekers de grond raken, schiet de attractie terug de lucht in naar ongeveer het midden van de attractie. Hierna zakt de attractie nog eenmaal naar beneden om traag in het instapplatform terecht te komen.

## Vrijevalattracties in pretparken
Een vrije val is onder andere te vinden in:

### België
- Bellewaerde (Screaming Eagle)
- Walibi Belgium (Dalton Terror)

### Nederland
- Walibi Holland (Space Shot)
- Attractiepark Slagharen (Free Fall)
- DippieDoe (DropZone)

### Andere landen
- Movie Park Germany (The High Fall)
- PortAventura (Hurakan Condor)
- Parque de Atracciones de Madrid (Lanzadera)
- Walt Disney World Resort (The Twilight Zone Tower of Terror)
- Disney California Adventure Park (The Twilight Zone Tower of Terror)
- Disneyland Paris (Tower of Terror)
- Tokyo DisneySea, (Hotel Hightower)
- Phantasialand (Mystery Castle)
- Liseberg (AtmosFear)
- Fuji-Q Highland (Red Tower)
- Heide-Park (Scream)
- Hansa-Park (Highlander)
- Nigloland (Le Donjon de l'Extrême)
- Six Flags Great Adventure (Zumanjara: drop of Doom)